# گریز کورت

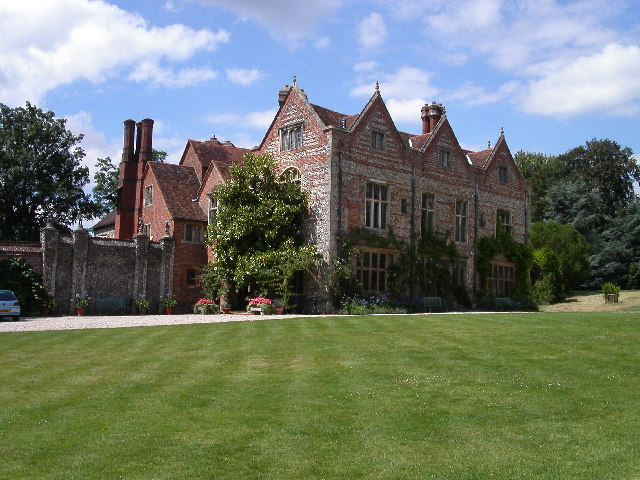
گریز کورت، آکسفوردشر (۲۰۰۲)

گِـرِیز کورت یا بارگاه گِـرِیز (انگلیسی: Greys Court)، نام یک مجموعه‌باغ و عمارت مسکونی در ناحیهٔ «چیلتن هیلز» در «رادرفیلد گریز» در نزدیکی هنلی-آن-تیمز در آکسفوردشر است.
مالک فعلی این مجموعه، نشنال تراست است و بازدید از آن برای عموم، آزاد است.
یک برج در محوطهٔ این ملک وجود دارد که در حوالی سال ۱۳۴۷ میلادی (قرون وسطی) ساخته شده است.
سبک معماری این خانهٔ نیز «معماری تودور» است.
بخش‌هایی از فصل سوم سریال دانتون ابی، فصل چهاردهم سریال آدمکشان میدسامر و یکی از قسمت‌های سریال پوآرو در این مجموعهٔ تاریخی، فیلم‌برداری شده است.